# Jesper Langballe
Jesper Marquard Langballe (født 31. august 1939 i København, død 15. marts 2014) var en dansk politiker og præst i Thorning fra 1975 til 2007. Han sad i Folketinget for Dansk Folkeparti fra 2001 til 2011. Han var fætter til Søren Krarup og far til Christian Langballe.

## Tidlige liv og karriere
Jesper Langballe var søn af læge Mogens Marquard Langballe og medhjælpende hustru Agnete Langballe, født Wolfhagen. Begge forældre var under besættelsen medlemmer af modstandsbevægelsen i Randers og deltog i sabotage af jernbanen ved Langå, ligesom de var medvirkende ved de danske jøders flugt til Sverige. Da de måtte gå under jorden, fortsatte de modstandskampen i Aalborg, mens var Jesper Langballe på en gård på Djursland.
Jesper Langballe tog realeksamen ved Randers Statsskole i 1955 og uddannede sig herefter til journalist ved Skive Venstreblad fra 1959 til 1961 og ved Ringkøbing Amts Dagblad i 1962-63. 
Han arbejdede som kulturjournalist samt redaktør af bagside med politisk satire ved Jyllands-Posten fra 1964 til 1972.
I 1972 gik han i gang med uddannelsen til præst gennem Kirkeministeriets særuddannelse og blev færdig i 1975. Fra 1975 til 2007 var han sognepræst i Thorning-Grathe Sognekald.
Fra 1982 var han medudgiver og skribent ved Tidehverv.
Fra juni 2000 var han kandidat for Dansk Folkeparti i Viborgkredsen og sad som Folketingsmedlem fra 20. november 2001 til 15. september 2011.
Jesper Langballe blev i september 2010 portrætteret i bogen Langballe – en biografi skrevet af journalisterne Mads Bregenov-Pedersen og Mads Jensen. Bogen er udkommet på forlaget People's Press.

## Kirkepolitiske standpunkter
Jesper Langballe har været kirkeordfører for Dansk Folkeparti i en årrække og har særligt markeret sig som en stærk fortaler for folkekirkens særstatus og binding til staten.[kilde mangler] Således har han f.eks. udtalt om den katolske kirkes ønske om at få medlemsbidrag opkrævet over skatten, på linje med den evangelisk-lutherske folkekirke:

Skatteopkrævningen er en del af den statsstøtte, og den skal ikke udbredes til andre trossamfund. Hvis man begynder på det, hvad så med andre private foreninger? Her er der så tale om en forening med et religiøst formål. Det kunne jo lige så godt være en håndboldklub.

## Synspunkter om islam og muslimer
Langballes mest kontroversielle synspunkter gælder islam og muslimer, hvor han har givet udtryk for, at islam er en form for trussel for Danmark og Europa:

Islam og kristendom kan ikke forliges. Og det har de ikke kunnet i de 1500 år, islam har eksisteret. Jeg betragter religionen islam som en fare for ethvert samfund, hvor den slår sig ned.

Langballe har hævdet, at den politiske islamisme bl.a. udgør en bevidst strategi for at islamisere Europa og indføre sharia:

Jeg har som folketingsmedlem deltaget ivrigt i integrationsarbejdet, som jeg ønsker alt godt. Men man skal ikke af hensyn til integrationen pålægge sig en selvcensur, hvor man ikke taler om de reelle problemer.
Hvis islamiseringen får lov at køre uhæmmet i Danmark, så er der da en risiko for, at vi om nogle år får indført sharia. Det er der da.

Ideen om, at islam som sådan skulle have en strategi om at islamisere Europa, uddybes i bogen 1400-års krigen af Lars Hedegaard og Langballes partifælle Mogens Camre. Denne bog havde Langballe henvisninger til, da han vakte ekstraordinær opsigt med et polemisk indlæg i Berlingske Tidende. Her forsvarer han nogle kontroversielle udtalelser fra Lars Hedegaard:

Selvfølgelig skulle Lars Hedegaard ikke have sagt, at der er muslimske fædre, der voldtager deres døtre, når sandheden i stedet synes at være, at de nøjes med at slå døtrene ihjel (de såkaldte æresdrab) – og i øvrigt vender det blinde øje til onklers voldtægt.

Langballe understøtter yderligere sit indlæg med henvisning til bogen Mødom på mode af Kristina Aamand og Asif Uddin. Aamand og Uddin har taget afstand fra måden Jesper Langballes refererer til deres bog.. På baggrund af debatindlægget ophævede Folketinget 16. juni 2010, efter anmodning fra rigsadvokaten, hans parlamentariske immunitet for at kunne sigte ham for overtrædelse af Straffelovens paragraf 266 b, den såkaldte racismeparagraf. Jesper Langballe blev ved retten i Randers 3. december 2010 idømt 10 dagbøder à 500 kroner.

## Udvalgt bibliografi
- Bidrag til antologien Modstand og frihed, 1983.
- Bidrag til antologien Og give dig fred. Om Kristendom og fredsbevægelser, 1984.
- Hvor ægteskabet skal stå, 1985.
- Niels Blicher – en 1700-tals præst, 2000
- Anlangendes et menneske: Blichers forfatterskab – selvopgør og tidsopgør, 2004.